# Valdir Bigode
Valdir Bigode ou simplement Valdir, de son nom complet Valdir de Moraes Filho, né le 15 mars 1972 à Rio de Janeiro, est un footballeur brésilien. Il évoluait au poste d’attaquant.

## Biographie

### Joueur
Né à Rio de Janeiro, Valdir commence sa carrière au Campo Grande Atlético Clube, avant de rejoindre la même année le Vasco da Gama. Il joue un rôle important dans les conquêtes des éditions 1992 à 1994 du Campeonato Carioca, formant souvent un duo d’attaque avec Mário Jardel,.
En 1997, il tente une expérience au Portugal, inscrivant cinq buts en treize apparitions en deux mois et demi au SL Benfica. Il retourne ensuite au Brésil et termine meilleur buteur de la Copa CONMEBOL 1997, remportée avec l’Atlético Mineiro, aux côtés de Marques.
Par la suite, il passe par le Botafogo et le Santos FC, sans y connaître de grands succès, avant de revenir à l’Atlético Mineiro en 2000. Il retourne ensuite au Vasco da Gama, où il passe deux saisons et remporte un nouveau Campeonato Carioca en 2003.
Il poursuit ensuite sa carrière à l’étranger, rejoignant Al-Nasr où il termine meilleur buteur du championnat lors de la saison 2004-2005. Il termine sa carrière professionnelle en Arabie saoudite,.
Par la suite, il entame une carrière d’entraîneur, principalement au CR Vasco da Gama.

### Carrière d'entraîneur
Après sa carrière de joueur, Valdir devient entraîneur, principalement en tant qu’adjoint au CR Vasco da Gama entre 2015 et 2018, où il assure même l’intérim sur quelques matchs. Il dirige également des clubs comme le Vitória FC, l'AD Cabofriense ou encore l'AD Itaboraí (en).

## Palmarès

### En club
CR Vasco da Gama
- Copa CONMEBOL :
  - Champion : 1993.

- Copa Master CONMEBOL :
  - Champion : 1996.